# 小行星9217
小行星9217（英語：9217 Kitagawa）是一颗围绕太阳公转的小行星。1995年11月16日，小林隆男在大泉天文台发现了此天体。
这颗小行星的绝对星等为257.93493等。